# Frank Thiess

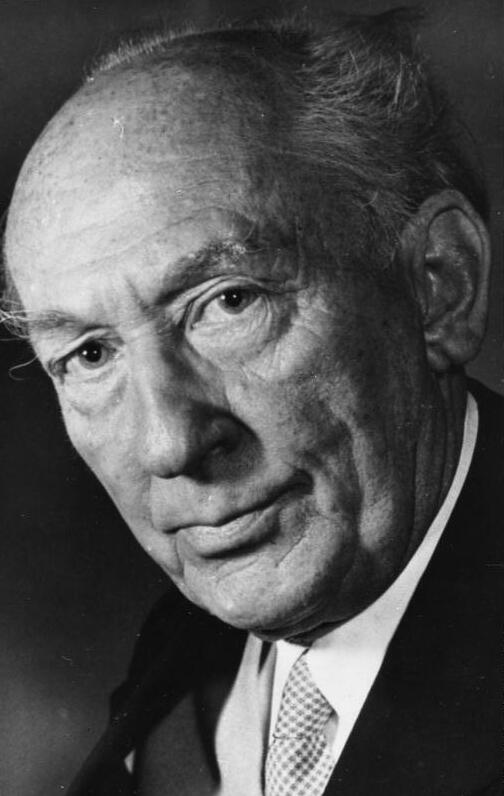
Frank Thiess (1960)

Frank Theodor Thiess (* 1. Märzjul. / 13. März 1890greg. in Luisenstein, Gut Lindenberg, bei Uexküll, Gouvernement Livland (heute Lettland), Russisches Kaiserreich; † 22. Dezember 1977 in Darmstadt) war ein deutscher Schriftsteller.

## Leben
Frank Thiess war der Sohn des Bauingenieurs Franz Thieß aus Riga und der Gutsbesitzerin Sophie von Eschenbach. Er kam bereits im Alter von drei Jahren nach Berlin, weil seine Familie wegen der Russifizierungsmaßnahmen der zaristischen Behörden die Heimat vorübergehend verließ. Nach seinem Abitur am Gymnasium Stephaneum in Aschersleben studierte Thiess an der Universität Berlin und an der Universität Tübingen Germanistik und Philosophie und promovierte 1914 mit einer Arbeit über Die Stellung der Schwaben zu Goethe. Im Ersten Weltkrieg wurde er – nach einer kurzen Zeit als Schauspielschüler am Lessingtheater in Berlin – zum Kriegsdienst eingezogen und erkrankte an der Ostfront schwer. Von 1915 bis 1919 arbeitete er als Redakteur für Außenpolitik beim Berliner Tageblatt unter Theodor Wolff. Danach war er 1920/21 Dramaturg an der Volksbühne Stuttgart und ab 1921 Theaterkritiker in Hannover beim Hannoverschen Anzeiger. Danach arbeitete er ab 1923 als freier Schriftsteller in Berlin und am Steinhuder Meer.
Frank Thiess wurde auf dem Waldfriedhof Darmstadt (Grabstelle: L 3d 3) bestattet.

## Wirken als Schriftsteller
Frühen Erfolg als Schriftsteller brachte ihm der Roman Die Verdammten (Juli 1922) ein, der den Zerfall einer baltischen Familie schildert. In den Jahren 1924 bis 1931 folgte der vierteilige Romanzyklus Jugend, der den Identitätskrisen Jugendlicher in der Zeit nach dem Ersten Weltkrieg gewidmet war.

### Im NS-Staat
Zwei seiner Romane (Die Verdammten und Frauenraub) fielen 1933 der Bücherverbrennung durch die Nationalsozialisten zum Opfer. Ein weiterer Roman von Thiess, Das Reich der Dämonen, wurde 1941 verboten. Nach dem Ende des NS-Staats 1945 verwies er des Öfteren auf diese Fakten und bezeichnete sich selbst als Vertreter der „Inneren Emigration“, insbesondere in der Auseinandersetzung mit dem ehemaligen Emigranten Thomas Mann (siehe unten).
Dazu steht im Widerspruch, dass Thiess die „Machtergreifung“ Adolf Hitlers in einem Interview mit dem Hannoverschen Tageblatt 1933 ausdrücklich als „erlösende Tat“ begrüßt hatte und dass er schon 1933 seinen Roman Der Leibhaftige mit einem neuen Vorwort versehen hatte, das ihn den Nationalsozialisten empfahl. Er war Mitglied der Reichsschrifttumskammer, unterlag also keinem generellen Publikationsverbot. Auch sein erfolgreichstes Werk, das ihn erst wirklich bekannt machte, konnte er 1936, also in der Zeit des Nationalsozialismus veröffentlichen: den in mehreren hunderttausend Exemplaren aufgelegten Tatsachenroman Tsushima über die gleichnamige Seeschlacht zwischen der russischen und der japanischen Flotte im Jahr 1905.
Während und kurz nach dem Krieg erschienen zwei Romane über Enrico Caruso, Neapolitanische Legende (1942) und Caruso in Sorrent (1946), die ebenfalls auf große Resonanz stießen. Zudem verfasste Thiess zahlreiche essayistische Werke.

### Kontroverse mit Thomas Mann
In einem in der Münchener Zeitung vom 13. August 1945 veröffentlichten offenen Brief bat der Schriftsteller Walter von Molo den 1933 zunächst in die Schweiz und nach Frankreich, später in die USA emigrierten Thomas Mann, dringend darum, nach Deutschland zurückzukehren: „Kommen Sie bald wie ein guter Arzt, der nicht nur die Wirkung sieht, sondern die Ursache der Krankheit sucht und diese vornehmlich zu beheben bemüht ist (...), vor allem bei den zahlreichen, die einmal Wert darauf gelegt haben, geistig genannt zu werden ...“ Noch bevor Mann, der keinerlei Absichten hegte, wieder in Deutschland zu leben, darauf antworten konnte, veröffentlichte Thiess am 18. August in derselben Zeitung wie Molo den Artikel „Die innere Emigration“, in dem er schrieb: „Auch ich bin oft gefragt worden, warum ich nicht emigriert sei, und konnte immer nur dasselbe antworten: Falls es mir gelänge, diese schauerliche Epoche (über deren Dauer wir uns freilich alle getäuscht hatten) lebendig zu überstehen, würde ich dadurch derart viel für meine geistige Entwicklung gewonnen haben, daß ich reicher an Wissen und Erleben daraus hervorginge, als wenn ich aus den Logen und Parterreplätzen des Auslands der deutschen Tragödie zuschaute.“
Thomas Mann reagierte zunächst weder auf Molos Brief noch auf Thiess' Replik. In einem privaten Brief vom September 1945 äußerte er sich höchst verärgert: „Es ist schwer erträglich, daß diese Leute, die, weil sie nie den Mund gegen den heraufkommenden Schrecken aufgetan hatten, in der angenehmen Lage waren, zu Hause bleiben zu können, sich nun als die eigentlichen Helden und Märtyrer präsentieren, die dem Vaterland treu geblieben sind und mit ihm gelitten haben, während wir anderen im Auslande ein bequemes Zuschauerleben führten. Wenn Frank Thieß die Absicht gehabt hätte, die Kluft zwischen innen und außen unheilbar zu erweitern, hätte er nicht anders schreiben können, als er getan hat.“ Öffentlich ignorierte Mann Frank Thiess. Dagegen antwortete er Walter von Molo in einem gleichfalls offenen Brief am 2. September 1945 in der Neuen Schweizer Rundschau. Darin lehnte er eine Rückkehr fürs erste ab, ergriff aber die Gelegenheit, sich generell zur deutschen Literatur der NS-Zeit zu äußern, zu der auch etliche von Thiess' Werken zählten: „In meinen Augen sind Bücher, die von 1933 bis 1945 in Deutschland überhaupt gedruckt werden konnten, weniger als wertlos und nicht in die Hand zu nehmen. Ein Geruch von Blut und Schande haftet ihnen an. Sie sollten eingestampft werden.“
Letztlich bestärkte Thiess’ Angriff auf Mann im In- und Ausland die Vorbehalte gegen die „Innere Emigration“ und gegen sein eigenes Werk.

### Publizistisches und politisches Wirken in der Nachkriegszeit
Frank Thiess schrieb am 2. März 1947 an Luise Jodl, die Witwe von Alfred Jodl, der 1946 im Nürnberger Prozess gegen die Hauptkriegsverbrecher zum Tode verurteilt und hingerichtet worden war: „Vom Standpunkt der Pharisäer aus gesehen, wurde auch Jesus bestraft, doch die Christen wendeten diese ‚Strafe‘ in ein Opfer, das er für die Sünden der Menschheit brachte, und so ging von Golgatha ein Strom des Lebens aus. Die Zelle des Generalobersten Jodl ist heute so groß wie ganz Deutschland, und die Richter über uns werden andere sein als die Männer in Nürnberg. Die Geschichte richtet immer anders als die Gegenwart.“
Thiess wurde im Nachkriegsdeutschland zum Vizepräsidenten der Deutschen Akademie für Sprache und Dichtung in Darmstadt gewählt, wo er seine letzten Lebensjahre verbrachte. Trotz der Differenzen zwischen Exil-Schriftstellern und Autoren der so genannten Inneren Emigration überdauerte Thiess’ seit 1928 bestehende Freundschaft mit Hermann Broch (gest. 1951).
In den 1950er Jahren gab Thiess die Zeitschrift Das literarische Deutschland heraus. Sie erschien zweiwöchentlich im Format einer Tageszeitung und sollte in gewisser Weise die Zeitschrift Die literarische Welt wieder aufleben lassen, die Willy Haas früher in Berlin, dann in Prag herausgegeben hatte; die letzten Nummern titelten ebenfalls „Die literarische Welt“.
Frank Thiess rezensierte das Buch des geschichtsrevisionistischen Historikers David Leslie Hoggan Der erzwungene Krieg. Die Ursachen und Urheber des Zweiten Weltkriegs positiv als „Leistung, die mit wissenschaftlicher Sorgfalt, seltener Noblesse und beispielhafter Gerechtigkeit von einem Amerikaner für Deutschland vollbracht wurde“; der rechtsextreme Grabert Verlag nutzte diese Rezension als Klappentext.
1965 publizierte Thiess in der Deutschen National- und Wochenzeitung; seine Artikel wurden im Reichsruf, dem Organ der Deutschen Reichspartei, nachgedruckt. Er unterstützte student, war Autor im Deutschen Studentenanzeiger, in Konservativ heute und in den Deutschen Monatsheften. Thiess gehörte dem Witikobund an. 1967 setzte er sich für die Freilassung von Rudolf Heß ein.

### Nachleben
Das Lexikon der phantastischen Literatur urteilte 1998 über Thiess’ Reputation: „Sein Werk ist heute weitgehend, und teilweise zu Unrecht, in Vergessenheit geraten.“

## Auszeichnungen und Ehrungen
- 1955: Großes Bundesverdienstkreuz
- Johann-Heinrich-Merck-Ehrenurkunde der Stadt Darmstadt
- Ehrenring des Deutschen Kulturwerks Europäischen Geistes (DEKG)
- 1960: Silberne Verdienstplakette der Stadt Darmstadt
- 1961: Großes Ehrenzeichen für Verdienste um die Republik Österreich (1952)
- 1968: Hessische Goethe-Plakette
- 1968: Konrad-Adenauer-Preis
- 1975: Andreas-Gryphius-Preis der Künstlergilde Esslingen

## Schriften (Auswahl)
- Cäsar Flaischlen. Ein Essay, 1914
- Die Stellung der Schwaben zu Goethe, 1915
- Der Tanz als Kunstwerk. Studien zu einer Ästhetik der Tanzkunst, 1920 Delphin-verlag
- Lucie Höflich, 1920 E. Reiss Verlag
- Der Tod von Falern. Roman einer sterbenden Stadt. Roman, 1921 Stuttgart, J. Engelhorns Nachfahren
- Die Verdammten, Roman, 1922 J. Engelhorns Nachfahren
- Nikolaus W. Gogol und seine Bühnenwerke. Eine Einführung, 1922 Berlin, Schneiders Bühnenführer
- Das Gesicht des Jahrhunderts. Briefe an Zeitgenossen, 1923 Stuttgart, Engelhorn
- Angelika ten Swaart, Roman, 1923
- Jugend (Tetralogie)
  - Der Leibhaftige, Roman, 1924
  - Das Tor zur Welt, Roman, 1926
  - Abschied vom Paradies. Ein Roman unter Kindern, 1927
  - Der Zentaur, Roman, 1931
- Narren. Fünf Novellen, 1926
- Frauenraub, Roman, 1927 (neubearb. Katharina Winter, 1949)
- Der Kampf mit dem Engel, 1928
- Erziehung zur Freiheit. Abhandlungen und Auseinandersetzungen, 1929
- Eine sonderbare Ehe, Novelle, 1929
- Die Geschichte eines unruhigen Sommers und andere Erzählungen, 1932
- Die Zeit ist reif. Reden und Vorträge, 1932
- Johanna und Esther. Eine Chronik ländlicher Ereignisse, Roman, 1933
- Der Weg zu Isabelle, Roman, 1934
- Der ewige Taugenichts. Romantisches Spiel in 3 Akten (nach Eichendorff), 1935
- Tsushima. Der Roman eines Seekrieges, 1936
- Stürmischer Frühling. Ein Roman unter jungen Menschen, 1937
- Die Herzogin von Langeais, Tragödie, 1938
- Die Wölfin, Erzählung, 1939
- Das Reich der Dämonen. Der Roman eines Jahrtausends, 1941
- Neapolitanische Legende, Roman, 1942
- Der Tenor von Trapani, Novelle, 1942
- Caruso, Vortrag, 1943
- Caruso in Sorrent, Roman, 1946
- Puccini. Versuch einer Psychologie seiner Musik, 1947
- Despotie des Intellekts, 1947
- Goethe als Symbol, Vortrag, 1947
- Geistige Revolution. Deutsches Theater – Europäisches Theater. Zwei Vorträge. Friedrich Trüjen Verlag, Bremen 1947.
- Shakespeare und die Idee der Unsterblichkeit, Vortrag, 1947
- Zeitwende. 3 Vorträge, 1947
- Ideen zur Natur- und Leidensgeschichte der Völker, 1949
- Wir werden es nie wissen, 1949
- Vulkanische Zeit. Vorträge, Reden, Aufsätze, 1949
- Die Blüten welken, aber der Baum wächst. Ein Brevier für Tag und Nacht, 1950
- Goethe der Mensch, Rede, 1950
- Don Juans letzte Tage, 1950
- Tropische Dämmerung, 1951
- Die Straßen des Labyrinths, Roman, 1951
- Die Wirklichkeit des Unwirklichen. Untersuchungen über die Realität der Dichtung, 1954 Paul Zsolnay Verlag
- In Memoriam Wilhelm Furtwängler. 2 Gedenkreden, 1955 Paul Zsolnay Verlag
- Geister werfen keinen Schatten, Roman, 1955 Paul Zsolnay Verlag
- Das Menschenbild bei Knut Hamsun, 1956 August Langen
- Theater ohne Rampe. Stücke für Zimmertheater und Studiobühnen, 1956 Hamburg, Wegner Verlag
- Gäa, Roman, 1957 Europäischer Buchklub
- Über die Fähigkeit zu lieben, 1958 Verlagsanstalt Hermann Klemm
- Ursprung und Sinn des Ost-West-Gegensatzes, Vortrag, 1958
- Die griechischen Kaiser. Die Geburt Europas, 1959 Paul Zsolnay Verlag
- Aphorismen, 1961
- Sturz nach oben. Roman über das Thema eines Märchens, 1961 Zsolnay Verlag
- Verbrannte Erde [Autobiographie], 1963 Zsolnay Verlag.
- Plädoyer für Peking. Ein Augenzeugenbericht, 1966 Seewald Verlag
- Der schwarze Engel, Novellen, 1966 Zsolnay Verlag
- Zauber und Schrecken. Die Welt der Kinder, 1969 Paul Zsolnay Verlag
- Dostojewski. Realismus am Rande des Transzendenz, 1971 Seewald Verlag
- Jahre des Unheils. Fragmente erlebter Geschichte, 1972 Paul Zsolnay Verlag
- Der Zauberlehrling, Roman, 1975 List Verlag

### Drehbücher
- Der grüne Kaiser, (D, 1938/39), unter der Regie von Paul Mundorf, mit Gustav Diessl, René Deltgen, Carola Höhn und anderen
- Der Weg zur Isabel (D, 1939)
- Es war eine rauschende Ballnacht (D, 1939), nur für Dialoge zuständig, sonst Géza von Cziffra, unter der Regie von Carl Froelich, mit Zarah Leander, Marika Rökk, Hans Stüwe, Paul Dahlke, Leo Slezak und anderen
- Diesel (D, 1942), unter der Regie von Gerhard Lamprecht, mit Willy Birgel, Hilde Weissner, Paul Wegener, Erich Ponto und anderen
- Die Brüder Noltenius (D, 1944/45), unter der Regie von Gerhard Lamprecht, mit Willy Birgel, Karl Mathias, Hilde Weissner, Gunnar Möller, Karl Schönböck und anderen

### Oper
- O du schöner Rosengarten (oder: Der Fall Dr. Mann); nach dem Roman Der Weg zu Isabelle; Musik von Carlos Ehrensperger